# Station Ketanggungan
Ketanggungan is een spoorwegstation in de Indonesische provincie Midden-Java.

## Bestemmingen
- Kutojaya Utara: naar Station Kutoarjo en Station Tanahabang
- Progo: naar Station Lempuyangan en Station Pasar Senen
- Senja Bengawan: naar Station Solo Jebres en Station Pasar Senen
- Gaya Baru Malam Selatan: naar Station Surabaya Gubeng en Station Jakarta Kota